# 厄斯珀河
52°22′50″N 8°58′18″E / 52.38056°N 8.97167°E
厄斯珀河（德語：Ösper），是德國的河流，位於該國西部，處於北萊茵-威斯特法倫州，屬於威悉河的左支流，河道全長14.5公里，流域面積72.6平方公里。